# Garoth
Garoth é uma cidade e uma nagar panchayat no distrito de Mandsaur, no estado indiano de Madhya Pradesh.

## Demografia
Segundo o censo de 2001, Garoth tinha uma população de 14 568 habitantes. Os indivíduos do sexo masculino constituem 51% da população e os do sexo feminino 49%. Garoth tem uma taxa de literacia de 63%, superior à média nacional de 59,5%: a literacia no sexo masculino é de 76% e no sexo feminino é de 50%. Em Garoth, 15% da população está abaixo dos 6 anos de idade.